# Jorge Ratti
Jorge Fernando Ratti Sisa (Asunción, Paraguay, 9 de noviembre de 1974), más conocido como Jorge Ratti es un conductor de radio y televisión, humorista, actor y dj paraguayo. Se hizo famoso en su país por su late night show "Tardísimo".

## Biografía
Comenzó su carrera como locutor radial en 1999 en Radio Venus. Pasó también por Radio City y la Rock and Pop,Aspen 102.7 y actualmente en radio Canal 100. En televisión, participó de la conducción del noticiero de Paravisión durante tres años, al igual que de diversos espacios dedicados al entretenimiento, como: "Calor 105", "Rock TV", "Calle 7", "70/80" y "Tardísimo", programa en el que realizó diariamente monólogos de humor al estilo stand up y cuyo formato llevó a las tablas en el Teatro Arlequín en el 2011. 
En diciembre de 2011 formó parte del grupo de monologuistas de humor Buena Risa Asunción Club. En el 2012, luego de participar de dos temporadas en el Teatro Latino junto al grupo Buena Risa, lanzó su espectáculo de stand up como solista “Examen de inconsciencia” y fue invitado a actuar con Adal Ramones en el marco de su gira monólogos 2012. 
En el 2013, llevó su humor a diez ciudades del interior del país, en un tour de stand up. Actuó en la obra de teatro “Recién Casados”, con papel protagónico, junto a Clotilde Cabral y Lali González. Debido al éxito, se agregaron más funciones a la temporada. En octubre, invitado por Adal Ramones, viajó a México DF a participar del programa de televisión STANDparados, emitido por el canal de Televisa “Distrito Comedia”. El 20 de diciembre, Jorge presentó su nuevo show de stand up como solista “Cables cruzados”, que luego fue emitido por el canal de cable Hei Música como el primer especial de stand up paraguayo para televisión. 
En enero del 2014, Jorge viajó a Los Ángeles, California, donde presentó su show de stand up. También estuvo en Nueva York para presentarse en tres lugares diferentes con localidades agotadas. Ese mismo año formó parte del elenco de la obra teatral Toc Toc, con sala llena durante toda la temporada. En julio viajó a Estados Unidos para llevar su show de stand up a Washington, Nueva York, Miami y Los Ángeles. A su regreso fue invitado a participar de la película paraguaya Mangoré con un pequeño papel.
A finales del 2014 hasta marzo del 2015 condujo "Nunca es Tarde" por Paraguay TV, programa de entretenimiento que contaba con el mismo formato de Tardísimo. El 7 de junio de 2015, llevó su nuevo show de stand up a Las Vegas, Nevada. El mismo monólogo fue presentando en varios lugares nocturnos de la ciudad de Asunción.
Durante los años 2015 y 2016 conduce el programa "INVENCIBLE" un formato que mezclaba entretenimiento con cultura general, en el 2015 también forma parte de la obra dirigida por Hugo Luis Robles "Casi Paridos" junto a la reconocida actriz Leticia Medina 
A partir del año 2016 y hasta el 2019 forma parte del programa "Sportivisimo" por Tigo sports
En el año 2017 forma parte del elenco de la obra "la verdad fugaz" con el grupo teatral "4ta pared" dirigida por Jorge Baez
En el 2018 vuelve a Arlequín Teatro para participar en la obra "Idiot Show" junto a Borja Garcia y Rossanna Bellasai, bajo la dirección de Pablo Ardisonne
Y en ese mismo año forma parte del elenco de la Obra "Le prenom" junto a Silvio Rodas, Maricha Olitte , Rossanna Bellasai y Bruno Sosa, nuevamente bajo la Dirección de Hugo Luis Robles
En ese mismo año presenta su show de standup en Jamaica,para la convención de turismo "Copa Vacations"
Y en el teatro Latino junto a José Ayala presentan el show "Back to the standup"
En el año 2019 vuelve al Teatro Junto a Sifri Sanabria , Lourdes Garcia y Martin Oviedo, con la obra ganadora del premio EDDA  a mejor comedia del año "Tu Madre o Yo" dirigida por Kai Barreto y Marcela Gilabert.
Ese año también vuelve a conducir la Gala de los Oscars por Canal 9, como así también los años 2020 y 2021.
También en el 2019 conduce el programa de humor "Chocadores" por Gen , junto a un importante equipo de actores y comediantes.
Y a finales de ese año presenta varias fechas de standup junto al comediante argentino Fernando Sanjiao
En el 2020 en medio de la pandemia presenta un show de standup online llamado "Zona de Riesgo" a beneficio de Nelson "Cebollita" Godoy con quien trabajo en TARDISIMO y Nunca es Tarde.
Ese año también toma la conducción del programa radial "pasajero del Tiempo" en Aspen 102.7
En el año 2021, conduce en radio " Buen día Venus" y "Pasajero del tiempo" en Aspen
Y el formato internacional de entretenimientos "Contactos" por Gen
Y luego se sumaría al panel del programa "Gen Albirrojo".
Actualmente se encuentra en Radio Canal 100 con los programas "Efecto Mañanero" junto a Gustavo MONO Amuchastegui de 8 a 10 y "Ruta 100" de 18 a 20
También participa en "Nación Futbol" los sábados de 12 a 14 hs por Gen y los sábados de 18 a 19 por MEGA tv conduce MEGASPORTS junto a la conocida atleta olímpica Gaby Mosqueira

## Trayectoria
| Año  | Nombre                  | Tipo              |
| ---- | ----------------------- | ----------------- |
| 2015 | Invencible              | Programa de Tv    |
| 2015 | Stand Up en Las Vegas   | Show              |
| 2014 | Nunca es Tarde          | Programa de Tv    |
| 2013 | Cables Cruzados         | Stand Up          |
| 2013 | STANDparados            | Programa de Tv    |
| 2013 | Recién Casados          | Obra de teatro    |
| 2012 | Examen de inconsciencia | Stand Up          |
| 2011 | Buen Risa Asunción Club | Stand Up          |
| 2011 | Tardísimo               | Stand Up          |
| 2011 | Noticiero Paravisión    | Programa de Tv    |
| 2010 | Calle 7                 | Programa de Tv    |
| 2009 | 70/80                   | Programa de Tv    |
| 2006 | Tardísimo               | Programa de Tv    |
| 2004 | Rock TV                 | Programa de Tv    |
| 1999 | Calor 105               | Programa de Tv    |
| 1999 | Radio Venus             | Programa de radio |